# 帕帕斯特隆賽島

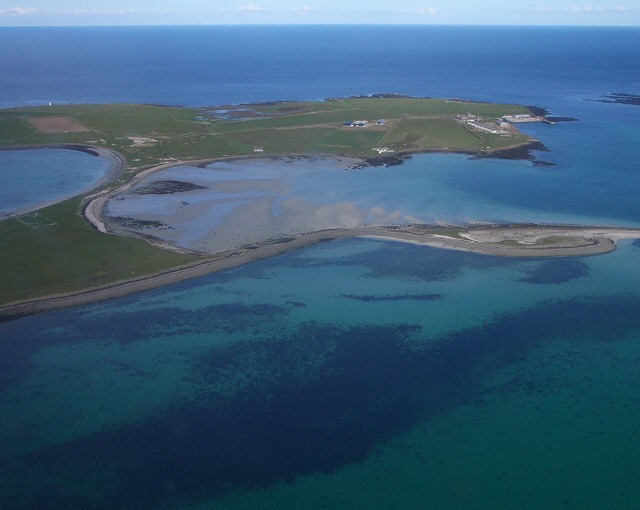

帕帕斯特隆賽島是蘇格蘭的島嶼，位於大西洋海域，屬於奧克尼群島的一部分，面積0.74平方公里，最高點海拔高度13米，2001年人口僅10人。

## 外部連結
- Death of Rognvald （页面存档备份，存于）
- Golgotha monastery （页面存档备份，存于）
- Youtube documentary on Golgotha monastery. （页面存档备份，存于）

59°09′N 2°35′W / 59.150°N 2.583°W